# Форт Баху
Форт Баху (англ. Bahu Fort) — форт, расположенный в Джамму в союзной территории Джамму и Кашмир, Индия. По преданию, построен Раджей Бахулочаном около 3000 лет назад, и перестроен Догрскими правителями в 19 веке. Форт ещё и религиозное место, внутри храм, посвящённый индийской богине Кали, покровительнице Джамму. Храм называют «Бав Вали Мата».

## Легенда
Местные историки и краеведы, считают, что Джамму основал Раджа Джамбу Лочан в 14 веке до н. э.. Он отправился на охоту, и увидел, что у берега Тави (река) коза и лев пьют воду в одном месте. Потом животные спокойно ушли. Вернувшись домой, раджа сказал друзьям, что вероятно эта река — место мира и гармонии. Раджа построил на этом месте дворец и город под названием Джамбу-Нагар, Со временем название изменилось в Джамму. Джамбу Лочан был братом Раджа Баху Лочана, который по легенду построил Форт Баху.

## Топография
Форт стоит на площадке у реки Тави на левом каменистом берегу. Вокруг форта лесистая местность, где был разбит парк «Бхаве-ки-Баху», созданный как подобие могольских садов.
Форт, храм и парк находятся примерно в 5 км от центра города Джамму К форту ведёт старая узкая дорога. Власти планировали строить новую (в экономических целях), но потом отказались от этого.

## История
Первыми правителями независимого Джамму были братья Джамбулочан и Бахулочан, сыновья могучего Агнигарбха II из династии Сурьява́мша. Баху был старший из 18 братьев, построил город и форт. Он первоначального форта ничего не осталось и в 1585 году Аутар Дев, внук Капур Дева, построил новый форт. Форт перестраивался до 19 века, пока сикхские правители в 19 веке, не перестроили форт. Они покровительствовали индуистским подданным и построили в форте храм кали; изображение Махакали вероятно было перевезено из Айодхьи.

## Структура
Форт на высоте 325 метров, вид на старый город Джамму, толстые стены из песчаника, извести и кирпича.[прояснить] Восемь восьмиугольных башен, в башнях караульные помещения. Ворота форта позволяют проводить через них слонов. Резервуар с водой (паломники омываются в нём) в ширину 6,1 м и в глубину 4,6 м. На правом фланге находится пирамидальный арсенал с очень толстыми стенами. Под фортом есть тюремные камеры и секретные ходы для вылазок или эвакуации. Первый этаж форта красиво украшен, как дворец: арки с цветочным орнаментом.
Справа рядом с храмом есть несколько залов, которые использовались для собраний и для помещения Куйледаров (мастера-ремесленники при форте). Также в форте находились царские конюшни.
Храм Махакали
Впервые храм построили в 8 веке. Он был из белого мрамора на возвышении в 1,2 метра. Неясно, строили ли сикхи храм заново или ремонтировали существующий, но местные считают, что храм сохранился в 8-9 века. Храм маленький, и в него не помещаются все паломники. В прошлом в нём приносили в жертву животных, но сейчас уже нет. Сейчас жрец читает молитвы и брызгает водой на овец и коз, которые считаются формально принесёнными в жертву, после животных отпускают. Люди приносят "Кадах " (пудинг), который может умилостивить Кали.
Макаки-резусы живут у храма, также как и во всём Джамму. Паломники часто подкармливают их.

## Развитие
Правительство штата планирует построить до форта канатную дорогу. На сохранение и развитие форта правительство готово потратить 6 970 000 рупий.

## Праздники
Популярный фестиваль, известной как «Баху Мела» проводится в течение Навратри, дважды в год, в марте-апреле и сентябре-октябре. Это привлекает очень большое число паломников в крепость и храм. Каждую неделю во вторник и воскресенье специальные дни поклонения в храме. В основное время фестиваля, специальные кабины, открыты возле форта для продажи атрибутики, таких как конфеты, цветы, благовония, кокосовый орех, красное сукно и так далее, чтобы сделать специальные подношения для божества в храме.

## Галерея

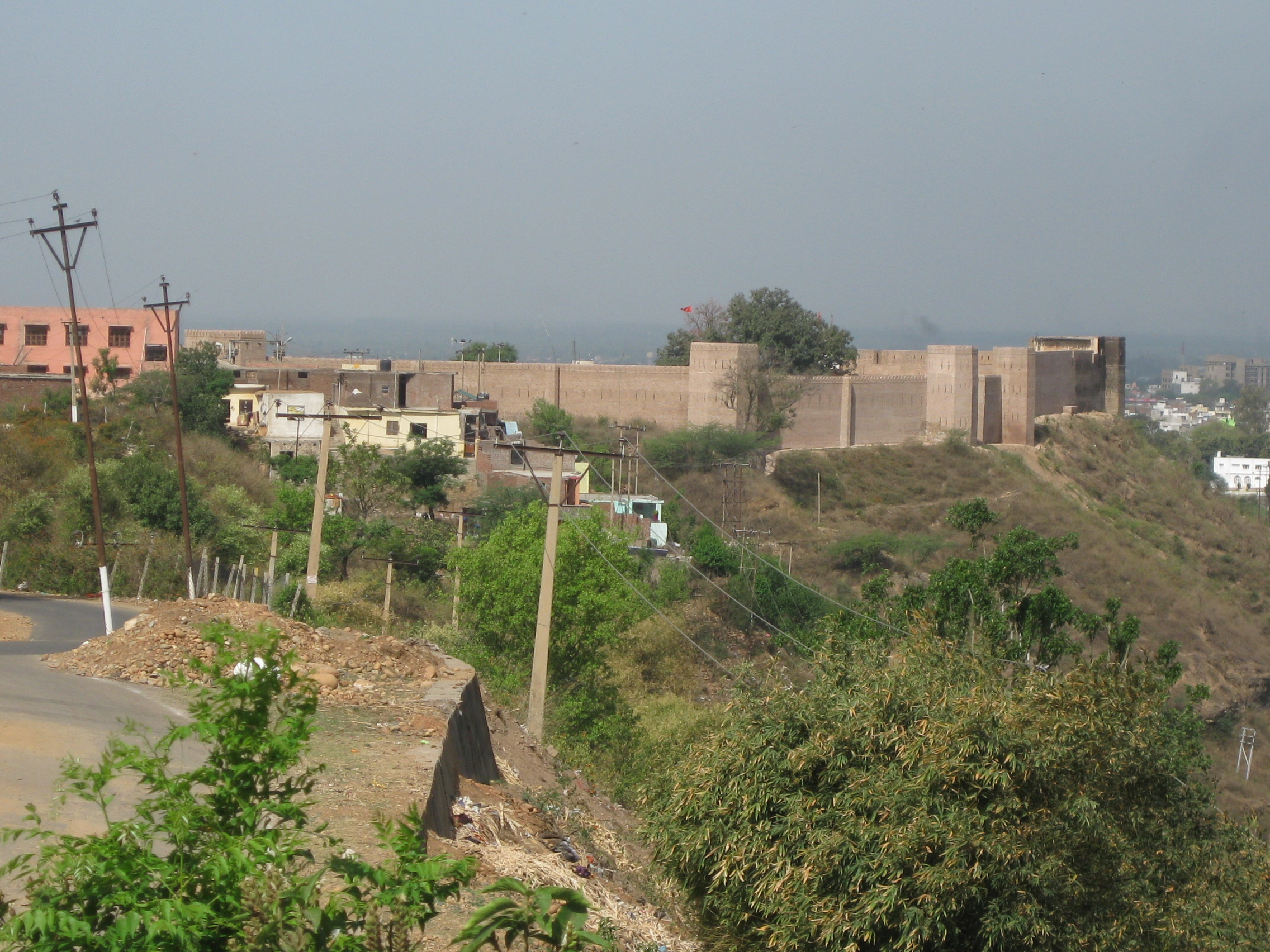
Вид на форт с сансарской дороги
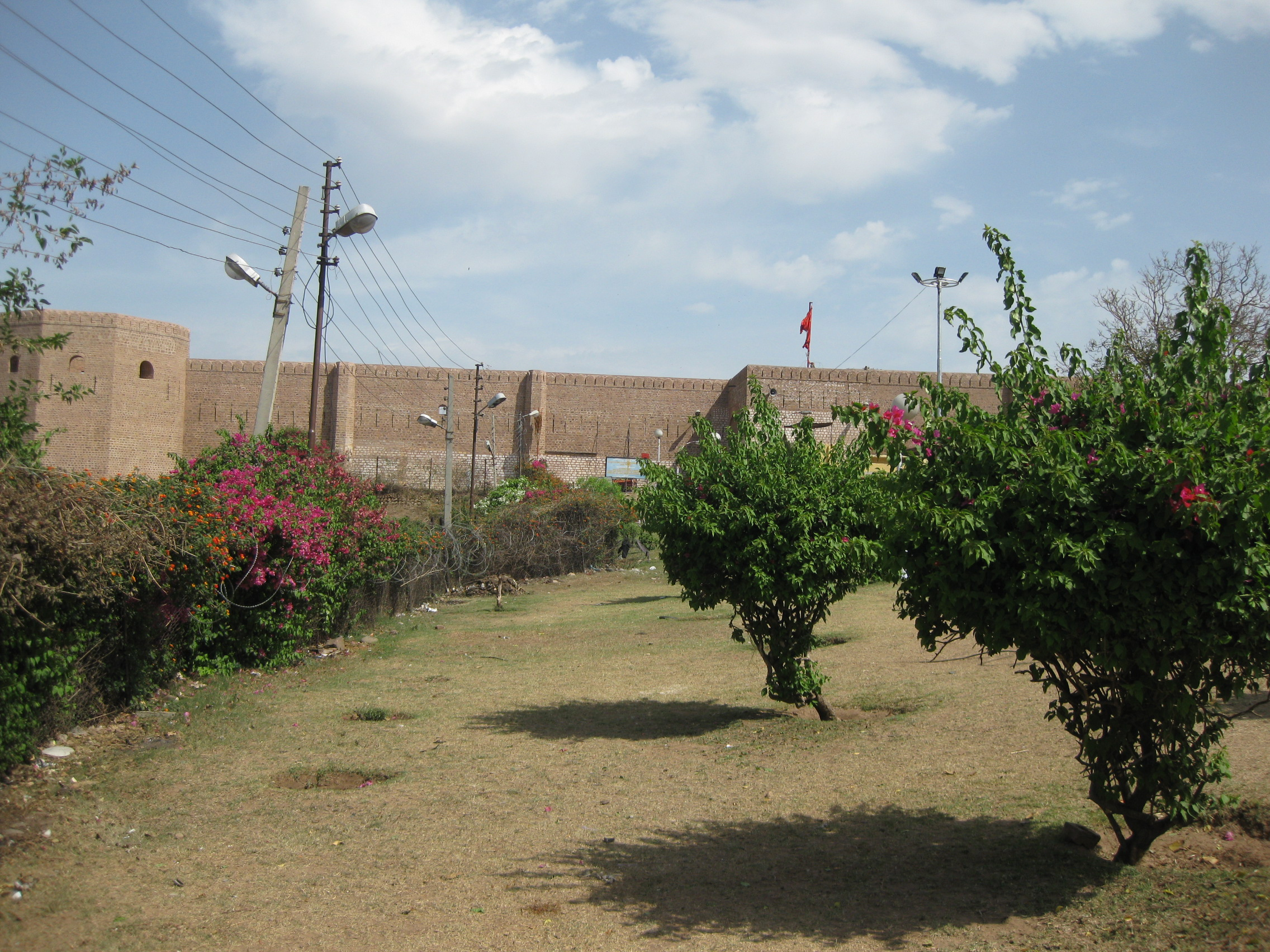
Другой вид на форт
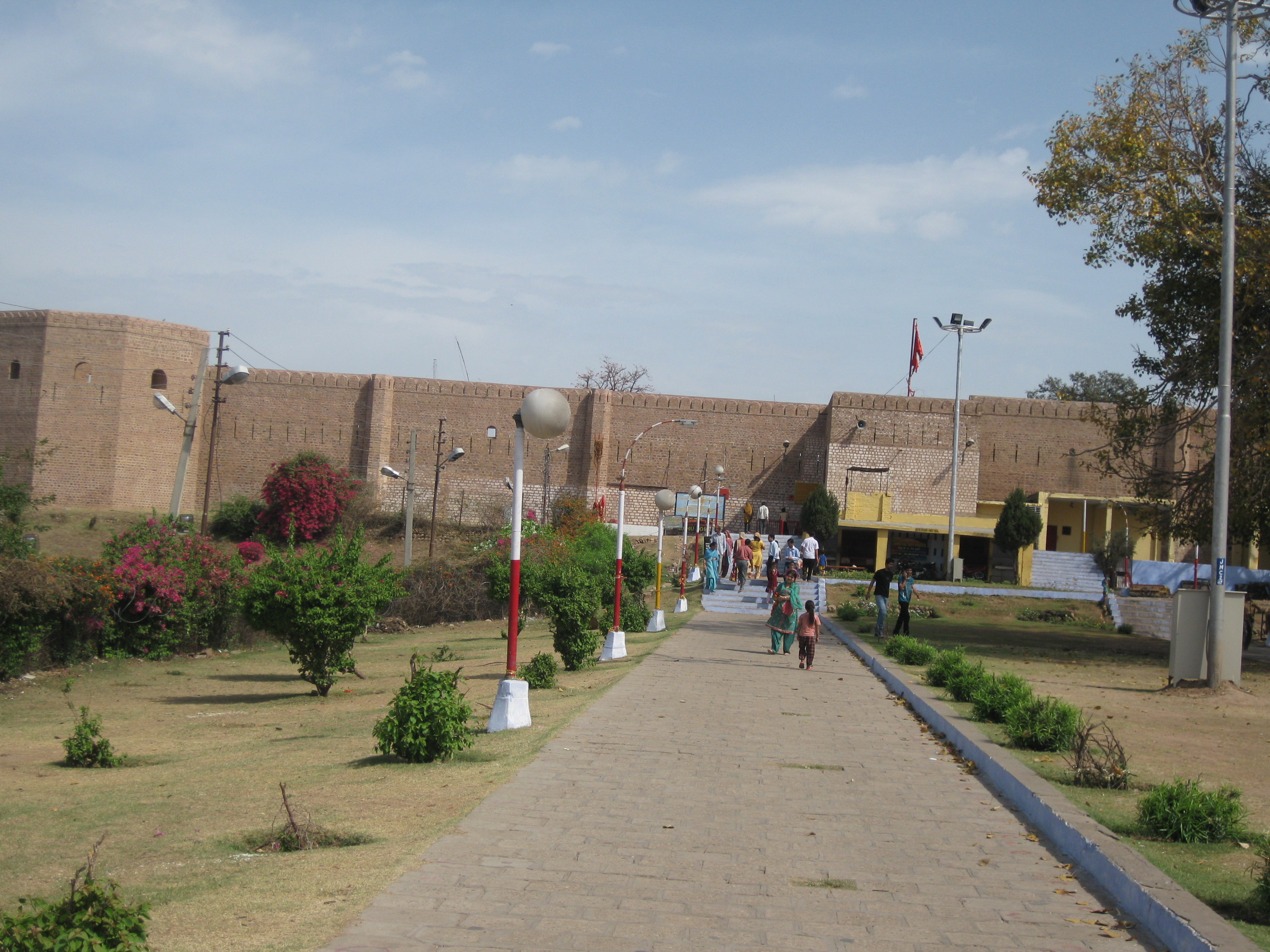
Вид на правую часть форта
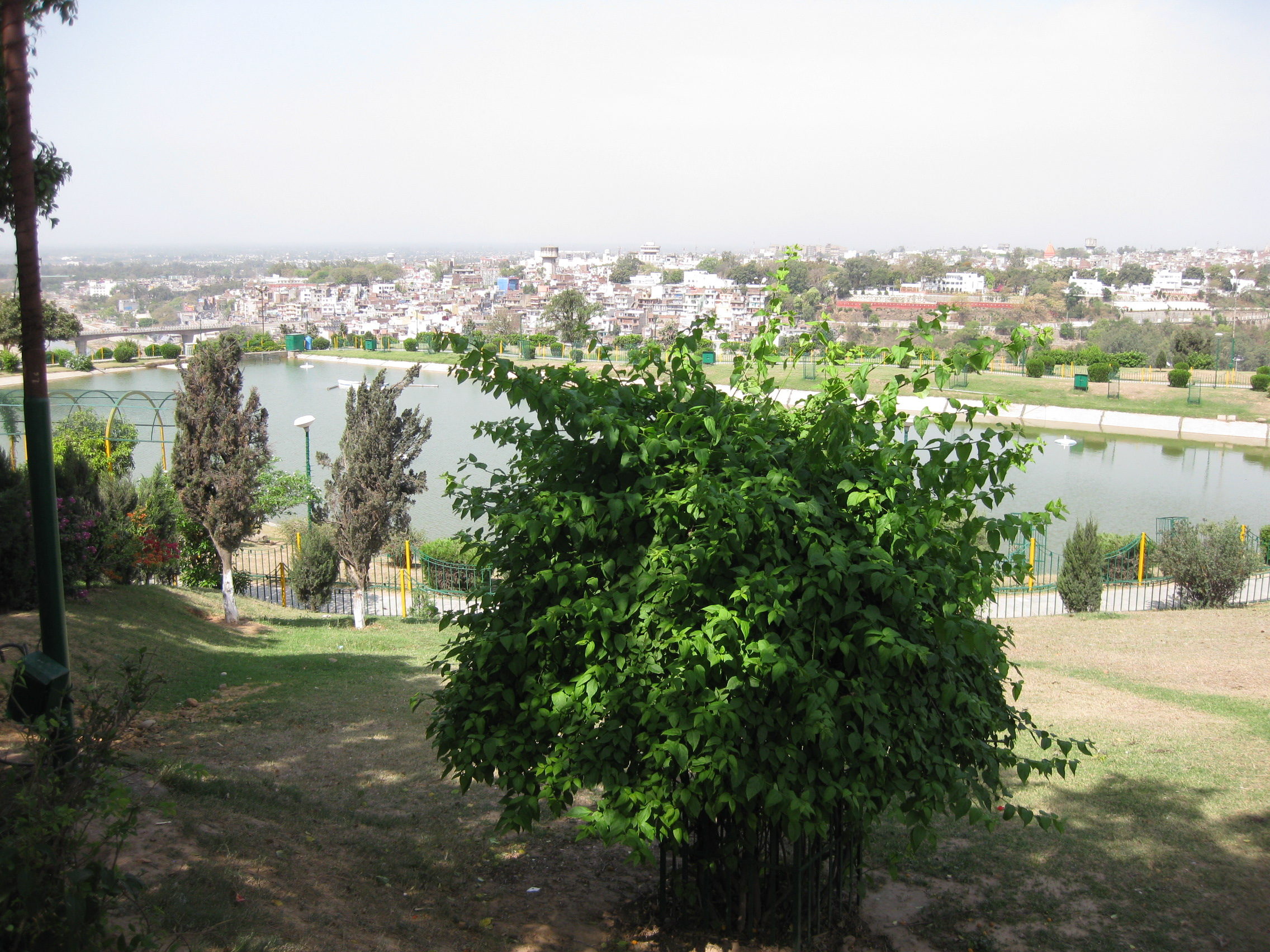
Вид на сад и озеро